# Kristina Jansson (konstnär, född 1967)
För skulptören och målaren Kristina Jansson i Östhammar, se Kristina Jansson (konstnär, född 1946).
Solweig Kristina Louise Jansson, född 7 juli 1967, är en svensk målare.
Kristina Jansson utbildade sig vid Wiens konstakademi 1994-95, École nationale supérieure des Beaux-arts i Paris 1998 och Kungliga Konsthögskolan i Stockholm 1995-2001.
Hon vann 2010 Carnegie Art Awards andrapris. Hon blev ledamot av Konstakademien 2014. Sedan 2020 är Jansson professor i måleri vid Kungl. Konsthögskolan.